# Trichomanes strictum
Trichomanes strictum là một loài dương xỉ trong họ Hymenophyllaceae. Loài này được Menzies ex Hook. & Grev. mô tả khoa học đầu tiên năm 1831.